# Chilicola liliana
Chilicola liliana är en biart som beskrevs av Packer 2007. Chilicola liliana ingår i släktet Chilicola och familjen korttungebin. Inga underarter finns listade i Catalogue of Life.